# روبرت بروسينتشكي
روبرت بروسينتشكي (بالصربية:Robert Prosinečki) من مواليد 12 يناير 1969، وهو لاعب سابق لمنتخب يوغسلافيا للشباب لكرة القدم، حصل على أفضل لاعب ببطولة العالم للشباب لكرة القدم عام 1987، كما توج بطلا لكأس العالم للشباب بالتشيك.
سجل هدفاً لبلده يوغوسلافيا في مرمى منتخب الإمارات العربية المتحدة في كأس العالم 1990، كما سجل هدفين لبلده الجديد كرواتيا (إحدى جمهوريات يوغوسلافيا السابقة) في كأس العالم 1998، مما يجعله اللعب الوحيد في تاريخ نهائيات كأس العالم الذي يسجل أهدافاً لدولتين مختلفتين.

## وصلات خارجية
- روبرت بروسينتشكي على موقع الاتحاد الدولي (مؤرشف)  (الإنجليزية)
- روبرت بروسينتشكي على موقع اتحاد كرواتيا (الكرواتية)
- روبرت بروسينتشكي على موقع اتحاد تركيا (مدرب) (الإنجليزية)
- روبرت بروسينتشكي على موقع قاعدة بيانات كرة القدم.إي يو (الإنجليزية)
- روبرت بروسينتشكي على موقع ناشيونال فوتبول تيمز (الإنجليزية)
- روبرت بروسينتشكي على موقع Soccerbase.com (لاعب) (الإنجليزية)
- روبرت بروسينتشكي على موقع Soccerway.com (الإنجليزية)
- روبرت بروسينتشكي على موقع عالم كرة القدم.نت (الإنجليزية)
- Robert Prosinečki interview at Extra-Football.com
- Robert Prosinečki at the منتخب صربيا لكرة القدم website
- Robert Prosinečki Portsmouth stats at Soccerbase.com